# Catedral de Santa María y San Julián (Cuenca)
La catedral de Santa María y San Julián es el templo principal de la ciudad española de Cuenca, sede de la diócesis de Cuenca.

## Historia

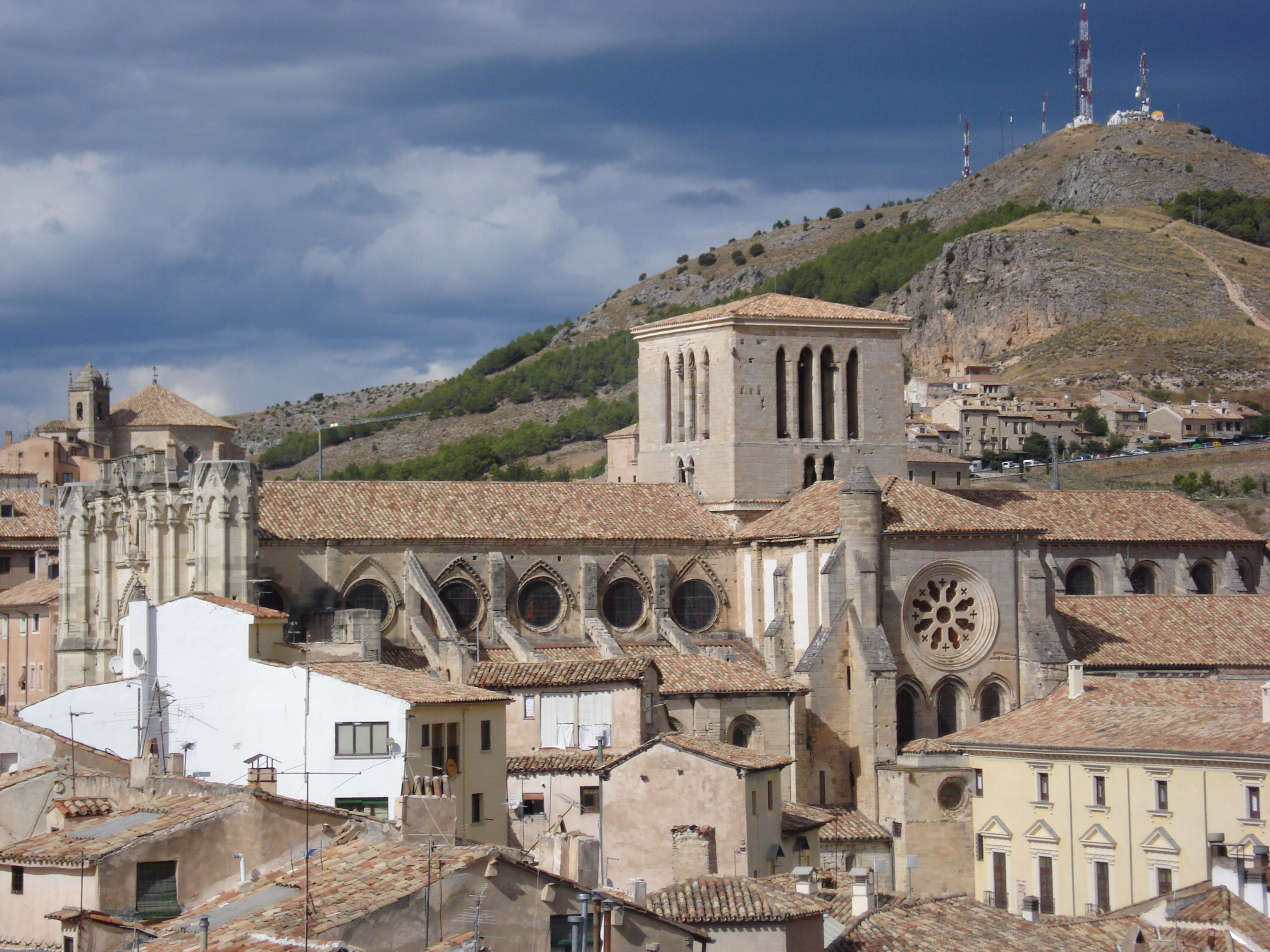
Exterior de la catedral de Cuenca.

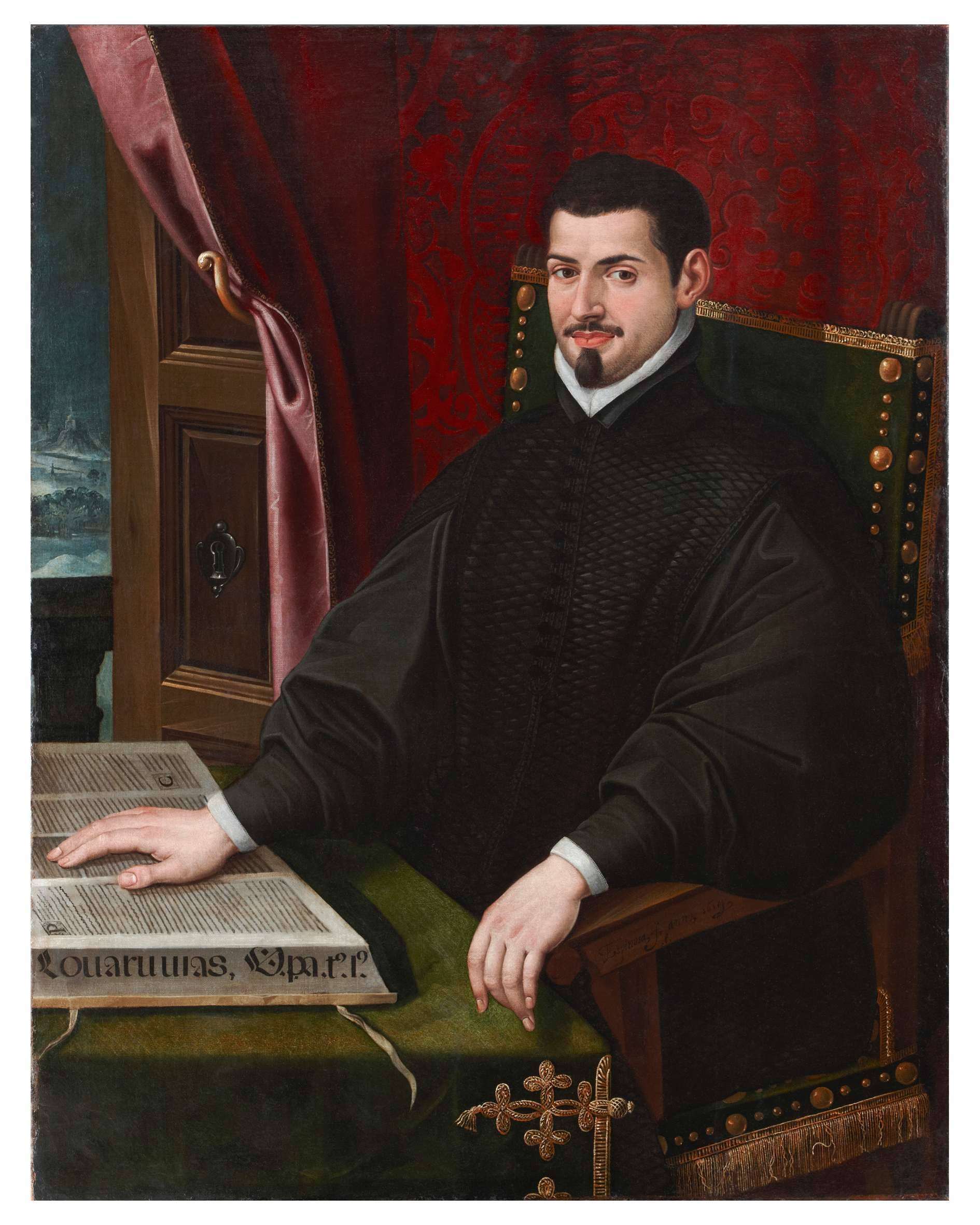
Retrato del lexicógrafo Sebastián de Covarrubias, que desempeñó el cargo de canónigo de la catedral durante más de 30 años a finales del.

El 21 de septiembre de 1177, Alfonso VIII de Castilla conquista la importante plaza musulmana de Cuenca de manos de los almorávides. Se constituye como sede episcopal en el año 1183.

El Rey don Alfonso, fizo y ordenó que la mezquita que los musulmanes avían, mandó a los obispos que la consagraran... e puso por la suya mano de la Virgen María que a par de si traíba, e pasó e trasladó los obispados de Valeria y Arcas e puso la silla en la su ciudad de Cuenca.

Inspira la construcción de la catedral la esposa de Alfonso VIII, Leonor de Inglaterra o Plantagenet (1160-1214), hija del rey Enrique II Plantagenet de Inglaterra (1133-1189) y de Leonor de Aquitania, duquesa de Aquitania y madre de Ricardo Corazón de León (1157-1199). Por su dote, Leonor de Inglaterra o Plantagenet, condesa de Gascuña, viene acompañada de caballeros normandos. 
En esta época, el estilo arquitectónico predominante en los reinos cristianos españoles era el románico, pero la influencia normanda en la corte del rey Alfonso VIII determina la construcción de esta catedral, que fue la primera catedral gótica de Castilla junto con la de Ávila. De estilo gótico ligado a los maestros de la Champaña francesa, las obras se iniciaron en el año 1196 y se concluyeron en el año 1257. Sin embargo, como la mayoría de los edificios religiosos, ha sufrido transformaciones a lo largo del tiempo: en el siglo xv se reconstruyó la cabecera gótica; el exterior de la catedral se renovó casi por completo en el siglo xvi; y en el siglo xvii se construyó la capilla del Sagrario y se reformaron la fachada y las torres en estilo barroco. En el siglo xviii se construyó el nuevo altar mayor; y  a principios del siglo xx, debido al derrumbe de 1902, se reconstruyó la fachada siguiendo el estilo gótico original.

## Características

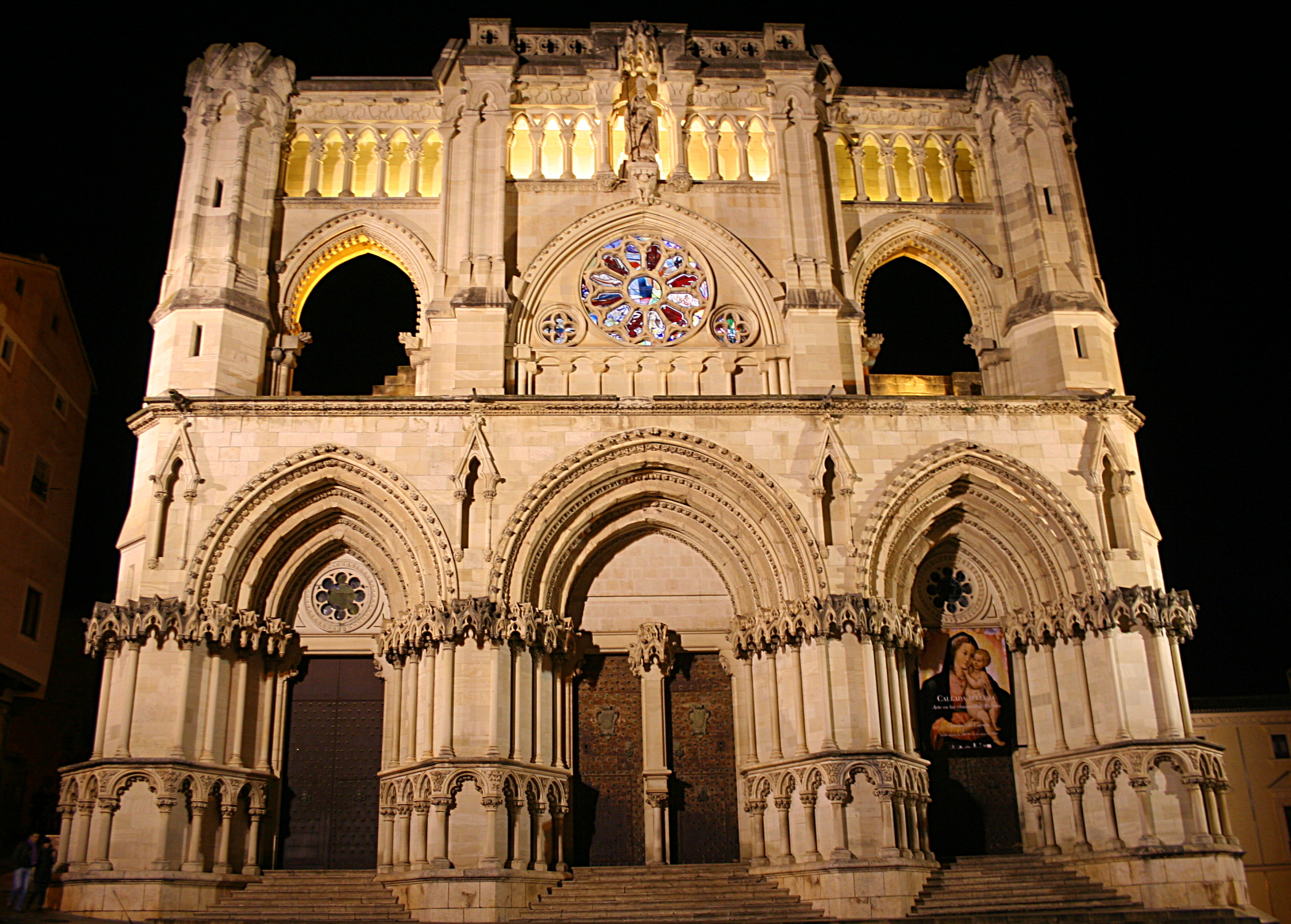
La catedral de noche

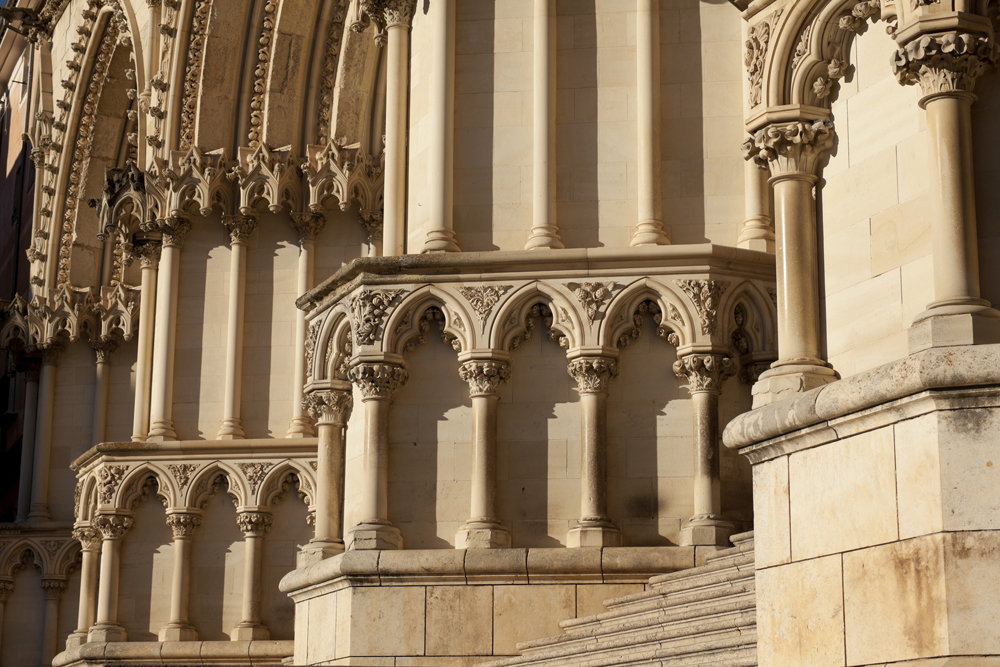
Detalle de la fachada

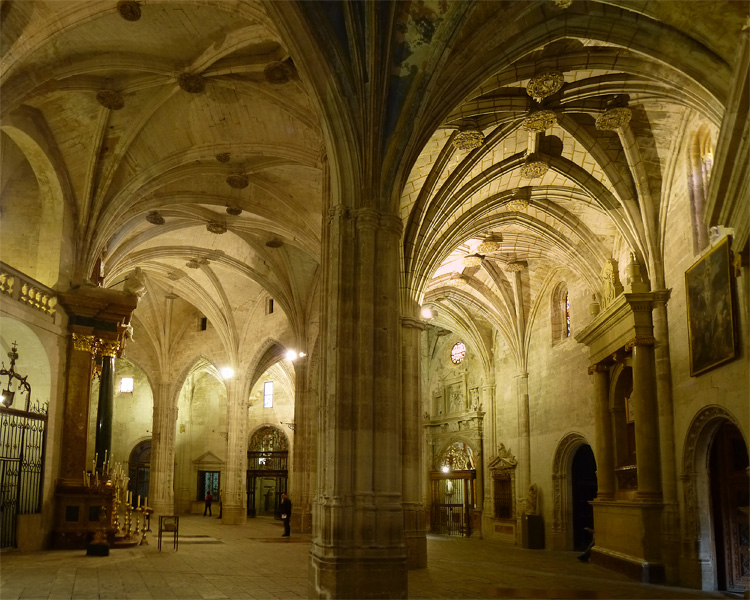
La doble girola

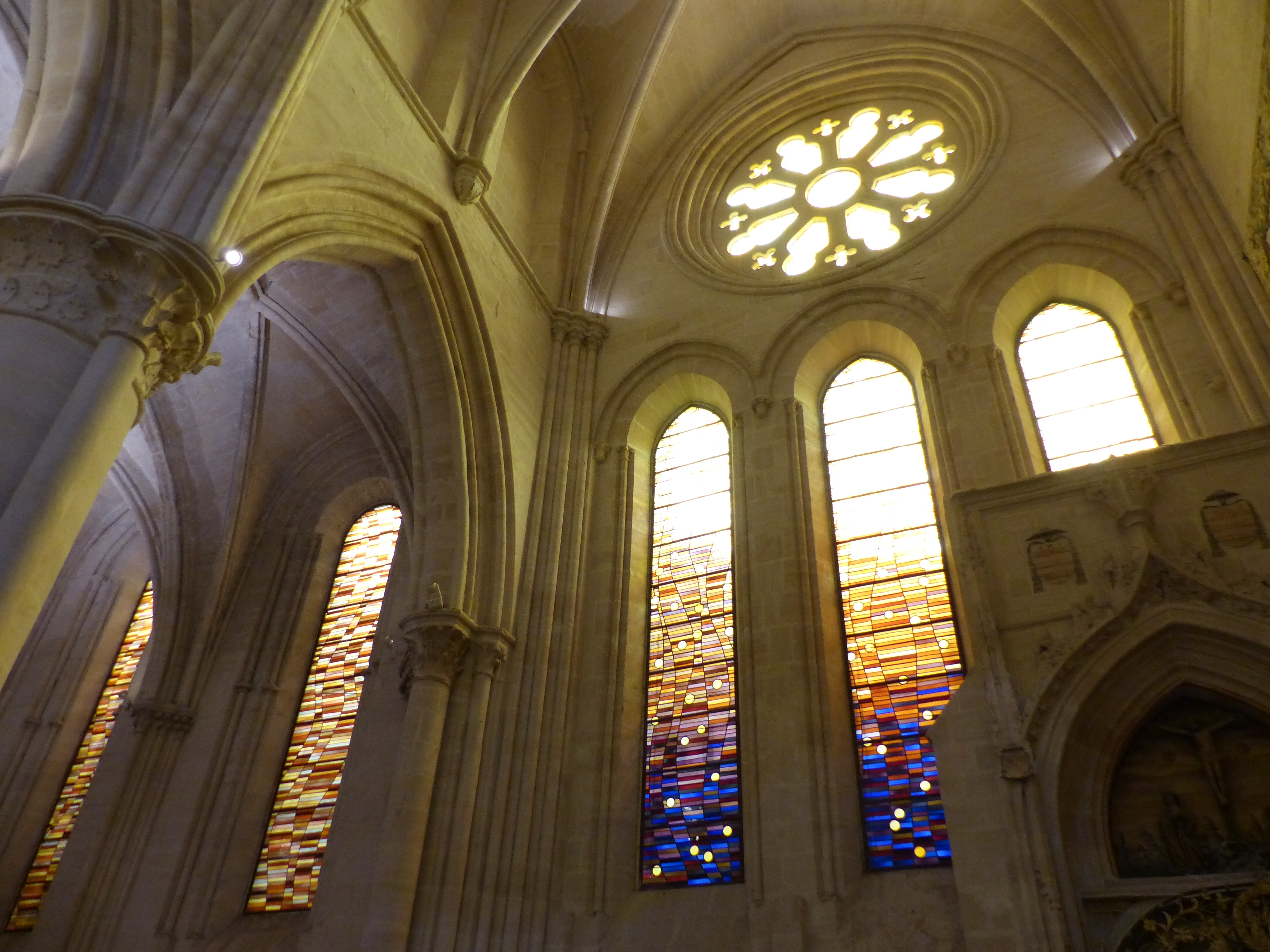
Interior

Lo más destacado del edificio es que pertenece a un planteamiento muy inicial de la arquitectura gótica, estrechamente relacionado con el arte anglonormando y franconormando del siglo xii francés, como las catedrales de Soissons, Laon y París.
Se empieza la construcción el siglo XII con una cabecera más bien románica, con cinco ábsides escalonados, transepto y tres naves en el cuerpo principal. Las obras continúan en el siglo xiii, en estilo gótico, cuando se construye el triforio, con ventanales moldurados y decorados con estatuas de ángeles y un óculo superior. Las bóvedas son de crucería sexpartita. En el siglo xv se reconstruyó la cabecera para abrir una doble girola de bellísima factura. El templo es de grandes dimensiones, tiene una longitud de 120 metros y 36 metros de altura en su área central interna, ocupando una superficie de 10 000 metros cuadrados.
Existió un primitivo claustro gótico de finales del siglo XII o principios del XIII. En el siglo XVI el obispo Quiroga mandó al arquitecto renacentista Juan de Herrera que realizase las trazas de un nuevo claustro (1575 o 1576), en las que intervinieron autores como Andrés de Vandelvira, Juan Andrea Rodi y García de Alvarado. En el siglo XVIII se reformó por parte del maestro de obras de la Catedral, José Martín de Aldehuela (1764 al 1766).
En cuanto al interior hay que señalar que en el siglo xviii el cabildo de la catedral reclamó los servicios del arquitecto Ventura Rodríguez (1717-1785) para levantar un Transparente (ventana de cristales que ilumina y adorna el fondo de un altar) que rivalizara con el levantado por Narciso Tomé en la catedral de Toledo. Rodríguez lo situó en un ambulatorio gótico, de forma que resplandeciera gracias a la iluminación posterior e indirecta, por cuyo medio se consiguen unos espectaculares efectos.
El 1 de marzo de 1710 , el arquitecto barroco Juan Pérez Castiel  aceptó la reparación y reforma de la fachada que duró hasta 1714. Dicho arquitecto vivía a 32 leguas en su pueblo de Cascante (Teruel), empleando a albañiles de Requena cuya Iglesia del Salvador estaba reformando.
También del siglo xviii es el nuevo altar mayor, cuyas esculturas del retablo se deben al trabajo de Pasquale Bocciardo (1719-1790). A principios del siglo xx, debido al derrumbe de la torre del Giraldo, de la fachada y de parte de la crucería, siguiendo referencias antiguas, se reconstruyó la fachada. Esta es obra neogótica de Vicente Lampérez (1861-1923), que se inspira en la fachada de la catedral de Reims. El proyecto de Vicente Lampérez era levantar dos altas agujas gemelas y completar los óculos ojivales del frente en el mismo estilo que las interiores. Sin embargo, debido a la oposición de varios arquitectos respecto a los peligros de introducir elementos extraños a los originales, estas obras no llegaron a terminarse puesto que, tras las primeras alzadas, quedaron suspendidas sin que se terminaran las torres laterales. No obstante, permanecen los planes de concluir la catedral una vez se llegue a un criterio arquitectónico integral.
Las últimas intervenciones, hasta el momento, han sido completar las vidrieras desaparecidas con vitrales abstractos a inspiración de las ventanas abstractas instaladas en la catedral de Colonia en Alemania, según diseños de los artistas Gustavo Torner, Bonifacio Alfonso, Gerardo Rueda y Henri Dechanet, maestro cristalero; y más recientemente la restauración integral del claustro del siglo xvi. Dentro del claustro se encuentra el reloj del siglo XVI (1535 aproximadamente) que cuenta con fase lunar, calendario juliano y un mecanismo que hacía sonar cinco campanas.

## Iconografía

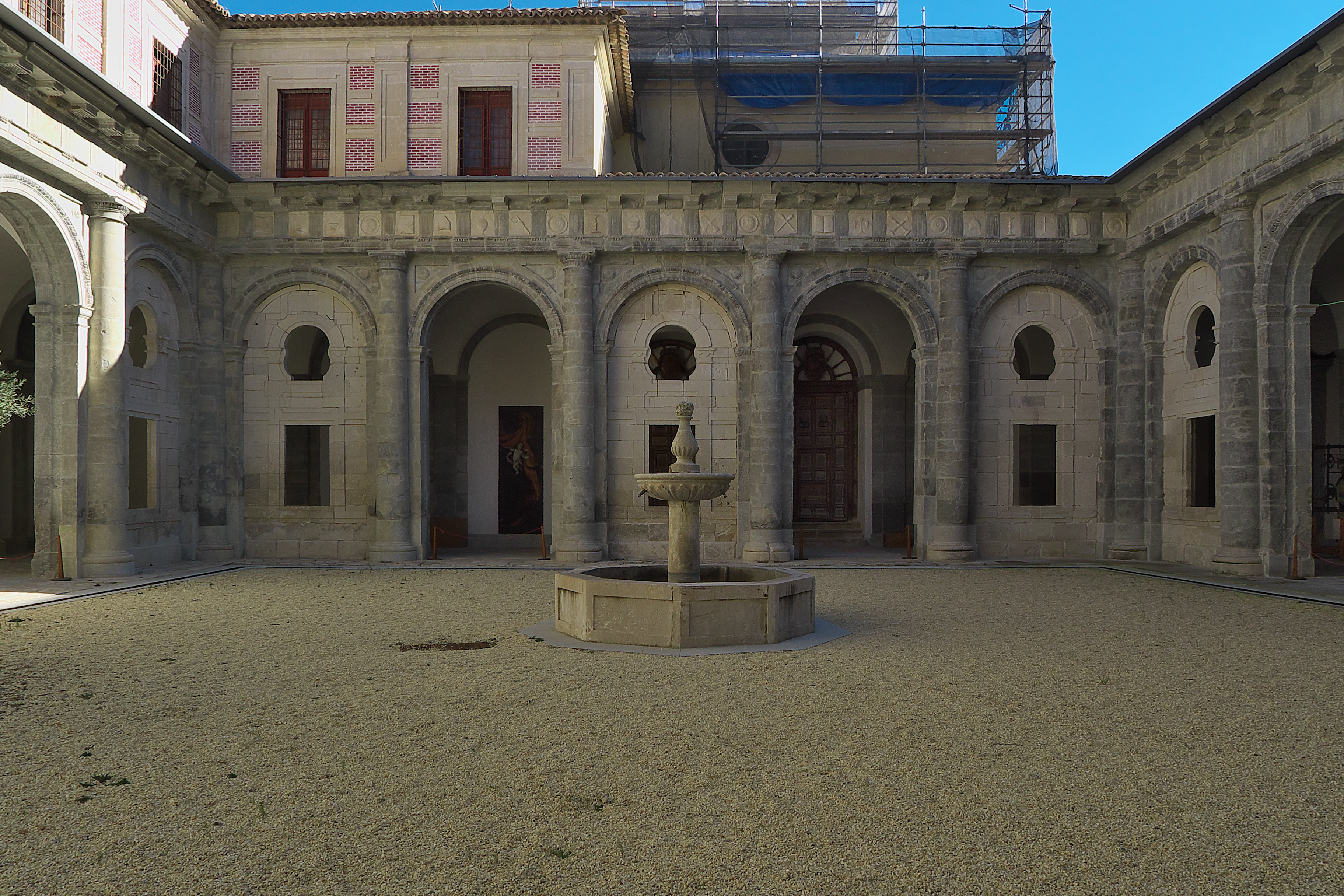
Claustro de la catedral

El hecho de coincidir el descubrimiento de América, en el año 1492, durante el desarrollo de la obra propició que en ella se esculpieran animales propios de las nuevas tierras descubiertas, haciendo que la iconografía conquense fuese especial. Teniendo en cuenta esto, la iconografía que presenta la catedral de Cuenca es de tipo fantástico, mitológico y de figuras humanas, intercalando entre ellas iconos de tipo vegetal como hojas, tallos, frutos y vástagos serpenteantes a lo largo de los tallos. Sin embargo, lo que realmente la distingue de otras catedrales son esos animales que, sin ser conocidos en Occidente, están presentes en sus arcadas góticas de finales del siglo xv, tales como el armadillo, el pez globo y la tortuga.

## Conservación
Los arquitectos Marian Álvarez-Buylla y Joaquín Ibáñez Montoya proyectaron numerosos trabajos de restauración en la catedral de Santa María de Cuenca, con intervenciones de conservación durante tres décadas. En el año 1994 comenzaron un proyecto para el Claustro de la Catedral, en 1997 Proyecto para las naves principales, y para reordenar la Capilla de la Girola, en 1998 Plan Director y Proyecto para el claustro, en 1999 Proyecto para el Área del Patio de la Limosna y para la Torre linterna y Capilla del Dr. Muñoz, en 2003 Proyecto para las capillas y Anexos a la Girola y en los años 2008 a 2010  ejecución de la Restauración de la Torre Linterna y del Claustro.